# Child grooming
Child grooming (uwodzenie dziecka) – działania podejmowane w celu zaprzyjaźnienia się i nawiązania więzi emocjonalnej z dzieckiem, aby zmniejszyć jego opory i później je seksualnie wykorzystać. Jest to także mechanizm używany, by nakłonić dziecko do prostytucji czy udziału w pornografii dziecięcej. Potocznie poprzez child grooming rozumie się uwodzenie dzieci przez Internet.

## Specyfika child groomingu
Uwodzenie przez Internet najczęściej jest procesem, w którym stopniowo postępuje przywiązanie dziecka do pedofila. W konsekwencji pojawiają się trudności emocjonalne u dziecka, a jeśli dojdzie do wykorzystania seksualnego, także poczucie winy za to, co się stało.
Włączanie dziecka w aktywność seksualną jest postępowaniem nieadekwatnym w stosunku do poziomu jego rozwoju psychoseksualnego. Ofiara tego rodzaju oddziaływań zawsze potrzebuje pomocy terapeutycznej, by wrócić do normalnego funkcjonowania.

### Etapy child groomingu
Poznawanie przyszłej ofiary następuje stopniowo. W pierwszej fazie dochodzi do oswojenia z rozmówcą, a poruszane treści są niewinne. Potem dochodzi do budowania relacji z dzieckiem poprzez utwierdzanie go w przekonaniu, że ma do czynienia z osobą, która o nim pamięta, stawia się w roli przyjaciela, często odwołuje się do swoich, podobnych doświadczeń życiowych.
Po zdobyciu zaufania dziecka pedofil zaczyna sprawdzać, czy ktoś dorosły może się dowiedzieć o ich kontakcie, czy ktoś kontroluje małoletniego.
Dziecko wiąże się emocjonalnie z nieznajomym poznanym w Internecie, jest to czas wprowadzania do rozmów wątków seksualnych. Jeśli dzieje się to zbyt szybko czy wzbudza opór dziecka, pedofil przeprasza i deklaruje zrozumienie. Z racji silnego przywiązania dziecku trudno jest odmówić rozmówcy, gdy prosi on o zdjęcia, wprowadza w tajniki masturbacji czy nalega na spotkanie. Atmosfera tajemniczości utrudnia dziecku weryfikację, czy to, co się dzieje, jest normalne oraz ewentualne zwrócenie się o pomoc, jeśli poczuje się skrzywdzone.

## Cechy dziecka predysponowanego do bycia ofiarą
- deprywacja emocjonalna, brak silnych więzi w realnym życiu, zarówno z dorosłymi, jak i w grupie rówieśniczej
- odrzucenie przez inne dzieci
- ufność
- chęć bycia ważnym i zwrócenia na siebie uwagi
- trzymanie wszystkiego w tajemnicy
- niska samoocena
- naiwność, podatność na manipulację
- wychowywanie się w niepełnej rodzinie[1]

## Aspekty prawne
Uprawianie seksu z osobą małoletnią, która nie ukończyła 15. roku życia jest w Polsce karalne na mocy przepisów Kodeksu Karnego:

Art. 200.
§ 1. Kto obcuje płciowo z małoletnim poniżej lat 15 lub dopuszcza się wobec takiej osoby innej czynności seksualnej lub doprowadza ją do poddania się takim czynnościom albo do ich wykonania,
podlega karze pozbawienia wolności od lat 2 do 12.
§ 2. (uchylony)
§ 3.  Kto małoletniemu poniżej lat 15 prezentuje treści pornograficzne lub udostępnia mu przedmioty mające taki charakter albo rozpowszechnia treści pornograficzne w sposób umożliwiający takiemu małoletniemu zapoznanie się z nimi, 
podlega karze pozbawienia wolności do lat 3.
§  4.  Karze określonej w § 3 podlega, kto w celu swojego zaspokojenia seksualnego lub zaspokojenia seksualnego innej osoby prezentuje małoletniemu poniżej lat 15 wykonanie czynności seksualnej.
§  5.  Karze określonej w § 3 podlega, kto prowadzi reklamę lub promocję działalności polegającej na rozpowszechnianiu treści pornograficznych w sposób umożliwiający zapoznanie się z nimi małoletniemu poniżej lat 15.

Nowelizacja Kodeksu karnego z dnia 5 listopada 2009 r. (wchodząca w życie 8 czerwca 2010 roku) uznaje gwałt na osobie małoletniej poniżej lat 15 lub wobec osób z kręgu rodziny za kwalifikowaną formę gwałtu:

Art. 197
(...)
§ 3. Jeżeli sprawca dopuszcza się zgwałcenia:
1) wspólnie z inną osobą,
2) wobec małoletniego poniżej lat 15,
3) wobec wstępnego, zstępnego, przysposobionego, przysposabiającego,
brata lub siostry,
podlega karze pozbawienia wolności na czas nie krótszy od lat 3.

Ta nowelizacja wprowadziła również zapisy, które bezpośrednio dotyczą child groomingu:

Art. 200a.
§ 1. Kto w celu popełnienia przestępstwa określonego w art. 197 § 3 pkt 2 lub art. 200, jak również produkowania lub utrwalania treści pornograficznych, za pośrednictwem systemu teleinformatycznego lub sieci telekomunikacyjnej nawiązuje kontakt z małoletnim poniżej lat 15, zmierzając, za pomocą wprowadzenia go w błąd, wyzyskania błędu lub niezdolności do należytego pojmowania sytuacji albo przy użyciu groźby bezprawnej, do spotkania z nim,
podlega karze pozbawienia wolności do lat 3.
§ 2. Kto za pośrednictwem systemu teleinformatycznego lub sieci telekomunikacyjnej małoletniemu poniżej lat 15 składa propozycję obcowania płciowego, poddania się lub wykonania innej czynności seksualnej lub udziału w produkowaniu lub utrwalaniu treści pornograficznych, i zmierza do jej realizacji,
podlega grzywnie, karze ograniczenia wolności albo pozbawienia wolności do lat 2
Art. 200b. Kto publicznie propaguje lub pochwala zachowania o charakterze pedofilskim,
podlega grzywnie, karze ograniczenia wolności albo pozbawienia wolności do lat 3